# Jonas Malmborg
Jonas Malmborg, född 1696, begravd 29 januari 1756 i Stockholm, var en svensk ämbetsman och konsthistoriker. Han var farfar till Otto August Malmborg.
Jonas Malmborg var son till rådmannen och kamreraren i Sala Bengt Malmberg. Han inskrevs 1704 vid Uppsala universitet där hans dissertation De pictura som tillägnades Nicodemus Tessin den yngre ventilerades 1717. Han var protokollist i riksdagens defensionsdeputation 1723 och i Stora kommissionen för Falu gruvas upphjälpande 1724. 1732 var han sekreterare vid Norra sjötullen och omtalas 1739 som sekreterare vid Stora sjötullen. Han var även sekreterare och fullmäktig i Generaltullarrendesocieteten och sekreterare i reduktions- och likvidationskommissionen. Han arrenderade Stockby gård i Danderyds socken, där han idkade trädgårdsskötsel. De pictura har betraktats som den första svenska konsthistoriska översikten. Han använde tyska, franska, nederländska och svenska skrifter som källa, och kompletterade med muntliga uppgifter. Jonas Malmborg menade att målerikonsten borde jämställas med övriga sköna konster som poesi, musik och historia, och krävde att målarna skulle frigöras från skråtvånget jämte andra hantverkare och att en grundlig konstutbildning borde införas. Jonas Malmborg målade själv, och förutom en tuschlavar av Petrus Hoffvenius finns det dokumenterat att han gjort flera oljemålningar. Av 53 målningar i Jonas Malmborgs bouppteckning var minst två, troligen fler utförda av honom själv. Han gjorde sig även känd för att ha översatt John Barclays Argenis (1621) till svenska (1740).